# Okrug Pezinok
Okrug Pezinok nalazi se u zapadnoj Slovačkoj.
Na sjeveroistoku graniči s okrugom Trnava (Trnavský kraj), na jugoistoku s okrugom Senec, na jugozapadu s okrugom Bratislava III i na sjeverozapadu s okrugom Malacky.
Sve do 1918. područje okruga bilo je dio ugarske Požunske županije u tadašnjoj Austro-Ugarskoj.

## Stanovništvo
| Godina:     | 1993.  | 2003.   | 2013.   | 2023.    |
| ----------- | ------ | ------- | ------- | -------- |
| Broj ljudi: | 52 810 | 55 043  | 59 602  | 69 953   |
| Razlika:    |        | +4,22 % | +8,28 % | +17,36 % |

| Godina:     | 2022.  | 2023.   |
| ----------- | ------ | ------- |
| Broj ljudi: | 69 786 | 69 953  |
| Razlika:    |        | +0,23 % |

## Gradovi
- Modra
- Pezinok
- Svätý Jur

## Općine
| - Báhoň - Budmerice - Častá - Doľany - Dubová - Jablonec - Limbach | - Píla - Slovenský Grob - Šenkvice - Štefanová - Viničné - Vinosady - Vištuk |